# Олга Адам
Олга Адам (рођено Унгар) – (Банатско Аранђелово, 25. мај 1925 — Нови Сад, 17. октобар 2012) била је југословенска и српска позоришна глумица и спикерка. У широј јавности остала је упамћена као прва особа која се огласила на таласима Радио Новог Сада 29. новембра 1949. године, тачно у подне.

## Биографија
Олга Адам је рођена 25. маја. 1925. године у Банатском Аранђелову, близу Новог Кнежевца, у јеврејској породици Марцела и Маргите Унгар. Отац јој је био трговац. Основну школу је завршила у родном месту, а гимназију је до 1941. године похађала у Кикинди, да би потом као Јеврејка била искључена из школе. Средином августа исте године, са родитељима, млађим братом и Јеврејима северног Баната, депортована је у логор Нови Бечеј, а у другој половини септембра у Београд, где је њен отац интерниран у логор Топовске шупе и исте јесени стрељан. Њу, мајку и брата, уочи депортовања у децембру 1941. године познаник српске националности спасио је и извео из Београда у Свилајнац, где су илегално живели до ослобођења.
После Другог светског рата, настанила се са мајком и братом у Новом Саду. Уписала се у Државну позоришну школу, где је и дипломирала 1949. године. Глуму је учила код режисера Боре Ханауске и Јурија Љвовича Ракитина. Скоро цела њена класа добила је ангажман у позоришту у Сремској Митровици, али је она остала у Новом Саду и радила као спикер на радију. Три сезоне, од 1951 до 1954. године играла је у Српском народном позоришту, а потом у Луткарском позоришту од 1954 до 1955. године. У драмском ансамблу Радио-Новог Сада на мађарском језику, радила је до пензионисања 1984. године, а наступала је и у Новосадском позоришту. У Новосадском позоришту је играла мање улоге, па је тако наступила и у првој представи тог позоришта 1974. године у комаду "Мачја игра" Иштвана Еркења. Редовно је учествовала и у снимањима "Веселе вечери", такође на мађарском језику. Њен муж био је Тибор Адам, југословенски и српски новинар.
Била је врсна комичарка, и после пензионисања играла је у многим представама. Преминула је 17. октобра. 2012. године у Новом Саду.